# Rémilly (Nièvre)
Rémilly é uma comuna francesa na região administrativa de Borgonha-Franco-Condado, no departamento Nièvre. Estende-se por uma área de 38,33 km². Em 2010 a comuna tinha 153 habitantes (densidade: 4 hab./km²).